# Marco Opazo
Marco Aurelio Opazo Castillo (27 de abril de 1961) es un exfutbolista chileno que jugaba en la posición de defensa. Es recordado por sus campañas en Palestino, donde jugó 336 partidos en la década de los '80. En marzo de 2022 desapareció.

## Trayectoria
Se inició en las divisiones inferiores del club Palestino en donde debutó en el profesionalismo en 1980 disputando catorce partidos en esa temporada, en el club árabe permaneció hasta 1989 logrando el subcampeonato de la Copa Polla Gol 1985 (hoy Copa Chile) y al año siguiente el subcampeonato de la Primera División 1986 donde el club árabe pierde la definición del título ante Colo-Colo por 0-2. 
Por Palestino es el quinto jugador con mayor cantidad de partidos disputados en la historia con 336 juegos, solo superado por Rodolfo Dubó (463), Víctor Manuel Castañeda (454), Roberto Coll (387) y Mario Varas (346).
Posteriormente jugó en los clubes Deportes Linares (1991), Deportes Iquique (entre 1992 y 1994) y Deportes Antofagasta (entre 1994 y 1997).

## Selección nacional
Vistió la camiseta de la Selección de fútbol de Chile en 3 partidos internacionales, entre 1983 y 1988.
En 1985 fue parte de la Selección de Chile A2 que participó en la Copa Independencia de Indonesia coronándose campeona.
Integró también el seleccionado de Chile en el Torneo Preolímpico Sudamericano de 1987.

### Participaciones en Preolímpicos
| Torneo              | Sede    | Resultado    |
| ------------------- | ------- | ------------ |
| Preolímpico de 1988 | Bolivia | Primera Fase |

### Partidos internacionales
| 1     | 17 de agosto de 1983 | Estadio Regional, Antofagasta, Chile    | Chile          | 3-2 | Paraguay |   |  | Luis Ibarra     | Amistoso |
| 2     | 3 de junio de 1988   | Aztec Bowl, San Diego, Estados Unidos   | Estados Unidos | 1-3 | Chile    |   |  | Orlando Aravena | Amistoso |
| 3     | 6 de junio de 1988   | Bulldog Stadium, Fresno, Estados Unidos | Estados Unidos | 0-3 | Chile    |   |  | Orlando Aravena | Amistoso |
| Total | Total                | Total                                   | Presencias     | 3   | Goles    | 0 |  |                 |          |

| Selección chilena | Selección chilena | Selección chilena |
| Año               | Partidos          | Goles             |
| ----------------- | ----------------- | ----------------- |
| 1983              | 1                 | 0                 |
| 1988              | 2                 | 0                 |
| Total             | 3                 | 0                 |

## Clubes
| Club                 | País  | Año       |
| -------------------- | ----- | --------- |
| Palestino            | Chile | 1980-1989 |
| Deportes Linares     | Chile | 1991      |
| Deportes Iquique     | Chile | 1992-1994 |
| Deportes Antofagasta | Chile | 1994-1997 |

## Desaparición
Durante la mañana del 19 de marzo de 2022, Opazo salió de su casa ubicada en la comuna de Lampa a las 11 de la mañana, vistiendo polera y shorts de tela, junto con zapatillas deportivas y un polerón gris con capucha, con destino desconocido.  De acuerdo al GPS de su teléfono, tomó un bus con dirección a Estación Central, perdiéndose la señal en la Ruta 68, antes de la entrada a Noviciado, que coincide con la entrada de retorno hacia Lampa.